# Медаль «За исключительные заслуги»
Медаль «За исключительные заслуги» (англ. NASA Exceptional Service Medal, ESM) — награда Национального управления США по аэронавтике и исследованию космического пространства (НАСА), вручаемая высшими федеральными органами государственной власти США за исключительные достижения (инициативу, творческие способности) в областях машиностроения, авиации, космических полётов, администрирования, направленных на развитие программ НАСА.

## История
Медаль была учреждена 1 мая 1957 года Национальным консультативным комитетом по аэронавтике (NACA). Затем после создания Национального управления США по аэронавтике и исследованию космического пространства (НАСА) медаль уже вручалась новым ведомством. С 1964 года были изменены название и дизайн. К 1989 году было вручено 3 181 медалей «За исключительные заслуги». Медаль «За исключительные заслуги» является невоенной наградой допустимой (разрешенной) к ношению на униформе.

## Награждённые
Награждения медалью были удостоены (не полный список):
- Базз Олдрин;
- Кевин Чилтон;
- Джон Дишер (англ. John H. Disher, был награждён дважды (второй раз в 1980 году);
- Вирджил Гриссом;
- Уильям Харви Дана;
- Эйнар Эневолдсон (нем. Einar Enevoldson);
- Фицхью Фултон (англ. Fitzhugh L. Fulton, Jr.), был награждён дважды;
- Джон Грансфелд (англ. John Grunsfeld), был награждён трижды;
- Дэвид Джонс (англ. David M. Jones);
- Памела Метсон (англ. Pamela Matson);
- Уильям Сёрлc Макартур;
- Артур Рудолф (англ. Arthur Rudolph);
- Ричард Трули (награждён дважды);
- Чарльз Болден (награждён дважды);
- Дон Линд (награждён в 1974 году);
- Джеффри Нелс[6];
- Пегги Уитсон;
- Хриса Кувелиоту[7].